# Zernyia selidosema
Zernyia selidosema là một loài bướm đêm trong họ Geometridae.